# Arénda
Arénda, en grec moderne : Αρέντα ou Drosopigí (Δροσοπηγή), est un village du dème de Karpenísi, dans le district régional de l'Eurytanie, en Grèce-Centrale.
Selon le recensement de 2011, la population du village s'élève à 175 habitants.